# ロビン・フッド (テレビドラマ)
『ロビン・フッド』（原題：Robin Hood）は、イギリスのテレビドラマ。
中世イングランドの伝説的英雄ロビン・フッドを描いた作品。イギリスでは2006年10月からBBC Oneにて、日本では2008年12月からLaLa TVにて放送された。

## キャスト
- ロビン・フッド：ジョナス・アームストロング（吹替：小山力也）
- マリアン：ルーシー・グリフィス（英語版）（吹替：斉藤佑圭）
- ウィル・スカーレット：ハリー・ロイド
- マッチ：サム・トラウトン（吹替：田坂浩樹）
- リトル・ジョン：ゴードン・ケネディ
- アラン・ア・デイル：ジョー・アームストロング（英語版）
- ジャック：アンジャリ・ジェイ
- ノッティンガムの代官：キース・アレン（吹替：鈴森勘司）
- ギズボーンのガイ：リチャード・アーミティッジ（吹替：一ノ渡宏昭）

## エピソード・タイトル

### シーズン1
1. 悪政を許すな
2. 舌を懸けた攻防戦
3. 代官を狙う弓矢
4. 2人の母親
5. 伝染病から逃れろ
6. 収税吏からの罠
7. 兄弟の再会
8. 入れ墨の男
9. 忠誠心か友情か
10. 平和への道のり
11. 死んだはずの男
12. 王の帰還
13. 答えはノーだ

### シーズン2
1. 兄と妹
2. 化かし合い
3. 小さなロビン・フッド
4. 死の天使
5. 浮かび上がる真実
6. 国のための
7. 証拠をつかめ
8. 暗殺者カーター
9. ラードナーの指輪
10. 行方不明の代官
11. 国の宝
12. 死ぬにはいい日だ
13. 俺たちはロビン・フッドだ

### シーズン3
1. 伝説の復活
2. 大儀のために
3. 修道院長の秘密
4. 父の過ち
5. 兄との再会
6. 愛と忠誠
7. 敵か味方か
8. 王冠は誰の手に
9. 危険な訪問者
10. 隠された過去
11. 敵の敵
12. 最後の戦い～前編
13. 最後の戦い～後編